# 釣瓶火

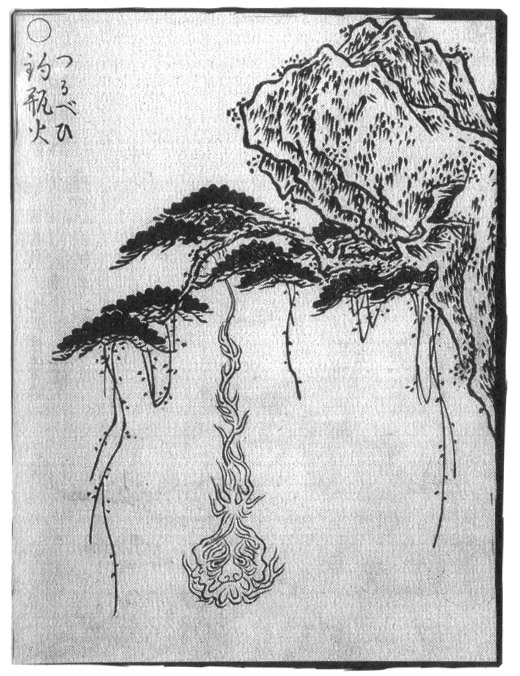
鳥山石燕『画図百鬼夜行』より「釣瓶火」

釣瓶火（つるべび）は、鳥山石燕の『画図百鬼夜行』にある火の妖怪。

## 概要
画図には解説文は一切添えられていないが、国文学者・高田衛監修による『鳥山石燕 画図百鬼夜行』（国書刊行会）では、別名を「つるべおとし」「つるべおろし」としており、江戸時代の怪談本『古今百物語評判』で「西岡の釣瓶おろし」と題して京都西院の火の玉の妖怪が描かれたものが原典とされている。石燕がこれを『画図百鬼夜行』に描いた上で「釣瓶火」と命名したものと解釈されている。
昭和・平成以降の妖怪関連の文献での解釈では、釣瓶火は釣瓶落としに類する怪火、または釣瓶落としとは別種の妖怪として扱われることがほとんどであり、四国・九州地方で、木の精霊が青白い火の玉となってぶらさがったもの、または静かな夜の山道を歩いていると木の枝から突然ぶら下がり、毬のように上がったり下がったりを繰り返すものとされ、火といっても木に燃え移ったりはせず、火の中に人や獣の顔が浮かび上がることもあるという。樹木についた菌類や腐葉土に育ったバクテリアによる生物発光といった解釈もある。